# 竹原火力発電所
竹原火力発電所（たけはらかりょくはつでんしょ）は広島県竹原市忠海長浜2-1-1に所在する電源開発の石炭火力発電所。

## 概要
1967年7月に旧1号機が運転を開始、3号機までが建設された。旧2号機は電源開発初の重油専焼火力であったが、後に石炭焚きボイラーへ改造を行い1995年6月30日から石炭火力に転換した。当旧2号機以降に建設された電源開発の火力発電所はすべて石炭火力であり、石油火力はこの旧2号機が最初で最後となった。
海外炭、国内炭（北海道釧路炭砿産の石炭）のほか、補助燃料として重油、軽油も使用している。
旧2号機で発電された電力は、関西電力に売電されていたが、特定規模電気事業者の供給力確保のために、2005年10月に一部の切り出しが行われて関西電力への供給を減らし、2007年4月に全量が切り出された。旧1号機・3号機で発電した電力は、全量が2014年度まで中国電力に売電されていたが、2015年4月から1.8万 kWを切り出している。
2010年時点で旧1号機が43年以上、旧2号機は36年以上が経過していたことから更新計画が発表された。これにより旧1、2号機を廃止し最新鋭の石炭火力発電設備を採用した新1号機を建設する。発電効率向上のため、主蒸気温度600 ℃、再熱蒸気温度630 ℃、主蒸気圧力27 MPaとした超々臨界圧のボイラー、タービンを採用する。この計画に基づき2014年3月1日に新1号機の建設が開始され、2020年6月30日に営業運転を開始した。
新1号機への更新により硫黄酸化物および窒素酸化物、煤塵の発生の大幅な削減、二酸化炭素排出量の2割削減を実現するとともに、バイオマス燃料の10 %混焼を目指し、低炭素化を実現する。さらに、再生可能エネルギーの出力変動に対して柔軟な対応が可能な運用性能を備える。

## 発電設備
新1号機
定格出力：60万 kW
使用燃料：石炭
蒸気条件：超々臨界圧（Ultra Super Critical）
着工：2014年3月1日
熱効率：約48 %（低位発熱量基準）
営業運転開始：2020年6月30日
3号機
定格出力：70万 kW
使用燃料：石炭
蒸気条件：超臨界圧（Super Critical）
熱効率：約43 %（低位発熱量基準）
営業運転開始：1983年（昭和58年）3月18日

## 廃止された発電設備
旧1号機
定格出力：25万 kW
使用燃料：石炭
営業運転開始：1967年（昭和42年）7月25日
熱効率：約41 %（低位発熱量基準）
廃止：2018年4月
旧2号機
定格出力：35万 kW
使用燃料：石炭（1995年6月30日に重油から転換）
営業運転開始：1974年（昭和49年）6月7日
熱効率：約38 %（低位発熱量基準）
廃止：2019年6月

## アクセス
- JR呉線安芸長浜駅から徒歩1分